# ضد ازون
آنتی ازونانت (نام علمی: Antiozonant) ماده ای است که روند تاثیر مخرب گاز ازن بر روی مواد مختلف را کند می کند. ازن که در جو کره زمین نقشی حیاتی در محافظت از زمین در برابر اشعه فرابنفش دارد، اما وجود آن در هوای اطراف باعث تخریب محصولات لاستیکی مخصوصا تایر ماشین، موتور، دوچرخه و غیره می شود. از این رو در صنعت تایرسازی از آنتی ازونانت برای جلوگیری از تاثیر مخرب آن در تایرها استفاده می شود.